# Tadeusz Przysiecki
Tadeusz Przysiecki herbu Nowina – podkomorzy orszański,  wojski orszański w 1781 roku, marszałek orszański konfederacji targowickiej.